# Affaire Frédéric Tribout
L’affaire Frédéric Tribout est une affaire criminelle française concernant le meurtre de Faïza Hassouni, petite amie de son frère, David Tribout, domiciliée à Dugny en Seine Saint Denis, dont le corps démembré et calciné est retrouvé dans les environs le 21 octobre 2013.
Frédéric Tribout, 31 ans, a été condamné pour avoir tué la petite amie de son frère le 19 octobre 2013.

## Assassinat de Faïza Hassouni
Les faits remontent au 19 octobre 2013, dans un appartement de Dugny, en Seine-Saint-Denis, où Frédéric Tribout étrangle Faïza Hassouni. Cette jeune femme de 31 ans, avait une relation avec David (le frère ainé de F.Tribout, depuis une année. Les deux fils vivaient encore chez leurs parents.
Dans la matinée du 19 octobre 2013, une fois David parti au travail, Frédéric s'est retrouvé seul avec Faïza. Selon sa version des faits, la jeune femme lui aurait fait des avances alors qu'ils se trouvaient seuls dans l'appartement familial. Avances qu'il aurait refusées, elle l’aurait alors insulté de propos homophobes. Une dispute aurait éclaté et Frédéric l’aurait étranglée jusqu'à ce que mort s’ensuive.
Au lendemain du meurtre, Frédéric a tenté de dissimuler le corps en demandant à son ex-beau-frère de l'aider à démembrer la victime, qu’ils ont découpée en dix morceaux, mais aussi avec la complicité de ses deux sœurs à qui il a demandé de nettoyer la scène du crime.
Le corps de Faïza a été retrouvé deux jours plus tard, démembré et brûlé, dans une valise, dans le parc de La Courneuve (Seine-Saint-Denis), face à la cité Maurice-Thorez où vivaient les deux familles. Dans la maison du crime, on retrouve énormément de sang dans la chambre de David, le frère, alors que Frédéric, le coupable, explique qu’elle serait venue dans sa chambre. Ce qu’il s’est passé ensuite aurait eu lieu dans la salle de bain.
Cependant, l’hypothèse selon laquelle Frédéric se serait déplacé jusque là où dormait Faïza est envisagée non seulement par les enquêteurs mais aussi par David, et d’autres membres de la famille.
Dès sa garde à vue, Frédéric Tribout avait avoué son crime tout en assurant n'avoir pas voulu tuer la jeune femme, mais seulement voulu « la faire taire » après qu'elle l'eut insulté, une version qu'il a maintenue à l’audience,. C’est un crime sans témoin et il n’est pas possible d’expliquer entièrement ce qui s’est passé entre la victime et son bourreau.
Le vendredi 30 juin 2017, la Cour d’assises de Bobigny a condamné Frédéric Tribout à 30 ans de réclusion criminelle.

## Biographie de Faiza Hassouni
Faïza Hassouni, aussi écrit Fahiza, née le 19 novembre 1981 à Montreuil (Seine-Saint-Denis), est une mère célibataire résidant à Dugny (Seine-Saint-Denis).
Issue d’une famille de 11 enfants, neufs filles et deux garçons, mère d’un petit garçon, elle vivait chez ses parents après sa séparation d’avec le père de son fils, dans la quête d’une stabilité professionnelle.
Petite-amie de David Tribout, le frère de Frédéric Tribout, elle s’était rendue au domicile des parents Tribout lors de la nuit du meurtre.
C’est une relation épisodique qui dure depuis environ un an et bien que cette relation semble être appréciée par la victime, elle l’est beaucoup moins par les parents Tribout. Seuls ses amis sont au courant de cette relation.
Faïza est décrite comme une personne pétillante, souriante par ses amis et sa famille, dont elle est très proche. C’est d’ailleurs sa famille qui prévient très tôt la police de sa disparition. Selon ses frères et sœurs, Faïza est une personne qui n’a pas pour habitude de disparaître sans prévenir. Au moment des faits, son fils, de 10 ans à l’époque, était en vacances chez son père.
Son corps est retrouvé trois jours après le drame dans le Parc de La Courneuve, situé près du domicile des Tribout. Elle est enterrée en Algérie.

## Biographie de Frédéric Tribout
Frédéric Tribout est né en 1986 à Drancy, d’une famille apparemment sans histoire. Il est le frère de David Tribout, petit-ami de la victime depuis environ un an au moment des faits.
Avec son diplôme de comptabilité et de secrétariat, il est le plus diplômé de la famille. C’est un homme d’apparence calme avec une bonne hygiène de vie : ne boit pas, ne fume pas et ne sort que très peu. Sa famille le décrit comme un homme sans pulsion, replié sur lui-même. Les psychologues chargés de dresser un profil psychologique de Frédéric ont le même résultat, il est décrit comme une personne asociale et introvertie.
Frédéric est un homme en quête de connaissance sur sa sexualité : la veille de la nuit du meurtre, on retrouve dans son historique de navigation internet qu’il consultait des sites afin de se trouver des partenaires, féminins comme masculins.
C’est cette recherche d'identité qui serait à l'origine du meurtre, Frédéric Tribout déclare que la victime, Faïza Hassouni, lui aurait adressé des insultes homophobes et il aurait alors tenté de « la faire taire ».
Lors du procès, il déclare être homosexuel car « il ne faut plus qu’[il] ait honte de [lui]-même ».
En prison, il se fait agresser par des codétenus lors d’une balade, il en ressortira avec une jambe cassée et 45 jours d’incapacité totale de travail. Les agresseurs, âgés de 19 et 20 ans, ont été condamnés à un an de prison.

## Procès et condamnations

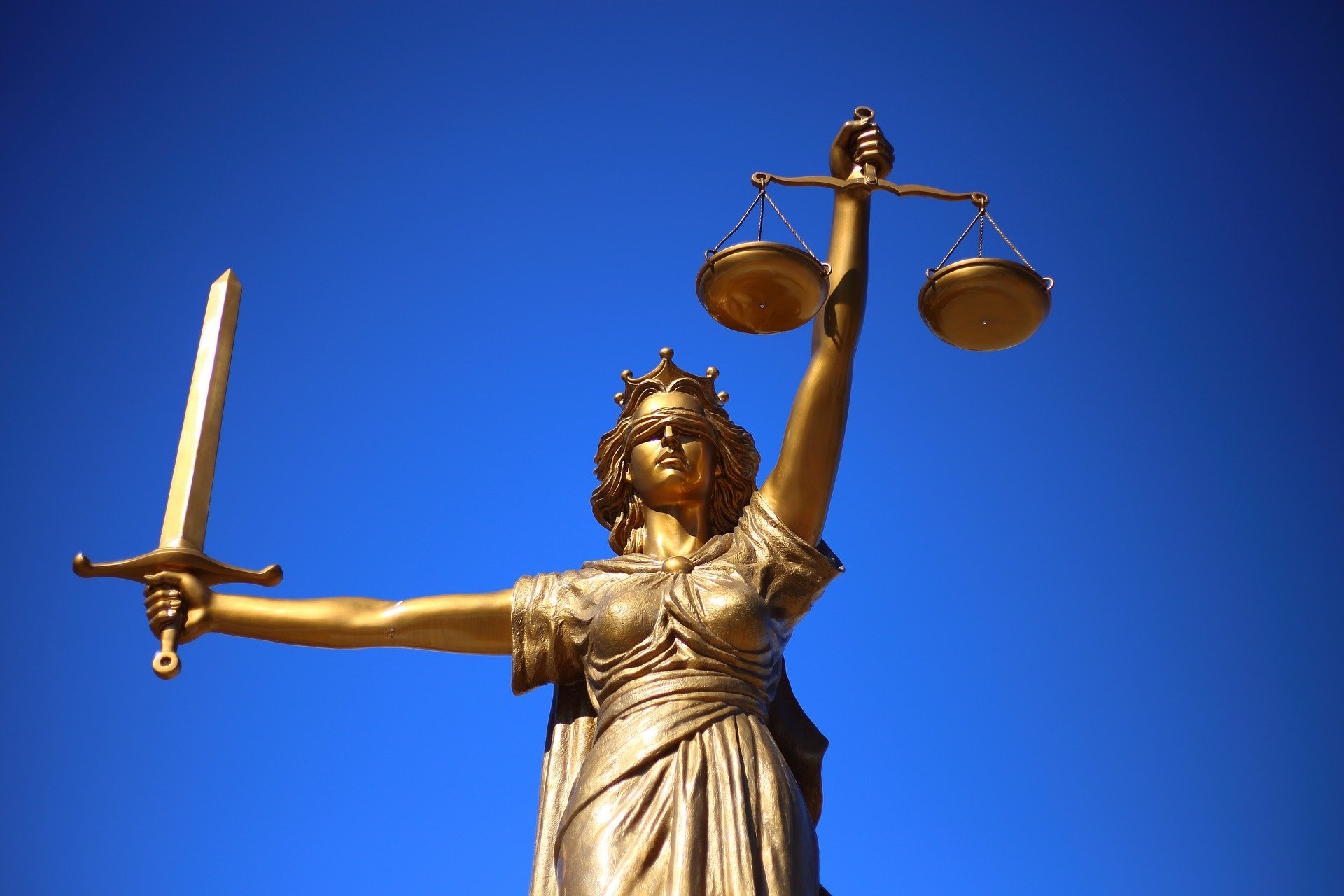
Statue représentant la Justice

Le procès s’est tenu en juin 2017 et le verdict a été rendu le 30 juin 2017.
Sur le banc des accusés comparaissent les deux frères Tribout – Frédéric et David –, leurs deux sœurs – Lydia et Isabelle – et l’ex-beau-frère Bernard Sarratia.
La cour a condamné Frédéric Tribout, reconnu coupable du meurtre. Elle a également condamné Lydia, la sœur de 45 ans ayant lessivé les sols de l’appartement pour dissimuler les traces, à deux ans de prison avec sursis pour modification de la scène du crime et Bernard Sarratia, qui avait aidé Frédéric à démembrer le cadavre, à trois ans de prison pour recel de cadavre.  La cour a acquitté David et Isabelle Tribout.
Au regard des faits jugés « atroces », Frédéric Tribout a été condamné à la peine maximale, soit 30 ans de prison.

### Documentaires télévisés
- « La fiancée démembrée » dans « Spéciale complot de famille », sur NRJ 12 dans Crimes, 12 février 2018.